# Orio Litta
Orio Litta är en ort och kommun i provinsen Lodi i regionen Lombardiet i Italien. Kommunen hade 2 027 invånare (2018).